# غرانت سولومون
غرانت سولومون (بالإنجليزية: Grant Solomon)‏ هو لاعب كرة مضرب أمريكي، ولد في 3 أبريل 1995 في دالاس في الولايات المتحدة.